# 埃申巴赫 (琉森州)
埃申巴赫是瑞士的城鎮，位於該國中部，由琉森州負責管轄，面積13.19平方公里，海拔高度475米，2017年12月31日人口为3589人。